# Csonka Anikó
Csonka Anikó (Szentendre, 1963. március 16. –) magyar színésznő.

## Életpályája
Szentendrén született, 1963. március 16-án. Színészi tanulmányait a Várszínház Stúdiójában kezdte, majd a Nemzeti Színház Színiakadémiájának növendéke volt. 1984-től a debreceni Csokonai Színházhoz szerződött. 1987 és 1996 között az egri Gárdonyi Géza Színház társulatának színésznője volt. 1996-tól szabadfoglalkozású színművésznő, játszott többek között a Budaörsi Latinovits Színházban, József Attila Színházban, és szerepelt az Articsóka Színpadon is. Szinkronszínészként is ismert, népszerű. Férje Gali László, színházi rendező, színházigazgató.

## Fontosabb színházi szerepeiből
- William Shakespeare: Vízkereszt vagy amit akartok... Mária
- Anton Pavlovics Csehov: Ványa bácsi... Szofja Alekszandrovna (Szonya)
- Bertolt Brecht – Kurt Weill: Koldusopera... Lucy
- Arthur Miller: A salemi boszorkányok... Mary Warren
- Arthur Miller: Két hétfő emléke... Patricia
- Bernardo Dovizi: Calandria... Fluvia
- Carlo Collodi – Litvai Nelli: Pinokkió... Pinokkió
- Szigligeti Ede: Liliomfi... Mariska
- Móricz Zsigmond: Nem élhetek muzsikaszó nélkül... Biri
- Örkény István: Tóték... Ágika
- Molnár Ferenc: Az üvegcipő... Irma
- Jékely Zoltán: Mátyás király juhásza... Csuporka
- Sütő András: Egy lócsiszár virágvasárnapja... Antónia nővér
- Sütő András: Kalandozások Ihajcsuhajdiában... Kancsócska
- Tamási Áron: Ördögölő  Józsiás... Idillo
- Görgey Gábor: Ünnepi ügyelet... Nagy Adél
- L. Frank Baum – Schwajda György – Aldobolyi Nagy György: Óz, a nagy varázsló... Toto kutya

## Filmek, tv
- Mátyás király Debrecenben (1990)
- A fekete esernyő (színház előadás tv-felvétele) (1990)
- Tom Sawyer mint detektív
- A négyes pálya (sorozat) 2. rész (2001)
- Hacktion: Újratöltve (sorozat)

- Kard és kehely című rész (2014) ... Vámos Adél